# Bothynus sartorei
Bothynus sartorei — вид жуків-носорогів з роду Bothynus. Описаний у 2024 році.

## Історія відкриття
У січні 2002 року жука сфотографував дослідник National Geographic, фотограф і засновник проєкту National Geographic Photo Ark Джоел Сарторе. Почесний професор ентомології Університету Небраски та дослідник National Geographic доктор Бретт Реткліфф визнав жука потенційно новим і почав описувати його у співпраці з доктором Рональдом Кейвом. Результати досліджееня та опис нового виду опубліковані у Journal of Insect Biodiversity у серпні 2024 року. Вид відомий з єдиного зразка, сфотографованого та зібраного зібраного в провінції Арані департаменту Кочабамба (Болівія).
Цей новий вид названо на честь Джоела Сарторе на знак визнання його невтомних зусиль щодо сприяння та захисту біорізноманіття завдяки величезній польовій роботі з документування життя тварин через його харизматичні та пристрасні лекції та його проєкт Photo Ark, найбільшу у світі колекцію студійних портретів тварин, щоб спонукати громадськість піклуватися про види та рятувати їх від вимирання.